# Обединена социалистическа партия на Венецуела
Обединената социалистическа партия на Венецуела е създадена през 2007 година по инициатива на президента на Венецуела Уго Чавес. Към момента партията е доминирана от лявото крило на движенията зад Чавес
На изборите през 2015 година водената от партията коалиция Голям патриотичен полюс получава 41% от гласовете и партията остава в малцинство с 52 от 167 места в парламента.